# Левковский сельсовет (Коммунистический район)
Левковский сельсовет — упразднённая административно-территориальная единица, существовавшая на территории Московской губернии и Московской области до 1954 года.
Левковский сельсовет был образован в первые годы советской власти. По данным 1918 года он входил в состав Обольяновской волости Дмитровского уезда Московской губернии.
По данным 1926 года в состав сельсовета входили деревни Левково, Пахоткино, Свистуха, Старо, а также сельцо Горки и хутор Мисюрово.
В 1929 году Левковский с/с был отнесён к Дмитровскому району Московского округа Московской области.
27 февраля 1935 года Левковский с/с был передан в Коммунистический район.
4 января 1952 года из Языковского с/с в Левковский было передано селение Сокольники, а из Левковского с/с в Каменский — селение Старо.
14 июня 1954 года Левковский с/с был упразднён. При этом его территория была передана в Каменский с/с.